# Прапор Медведевого
Пра́пор Медве́девого — офіційний символ села Медведеве Ємільчинського району Житомирської області, затверджений 10 березня 2013 р. рішенням № 141 XXII сесії Медведівської сільської ради VI скликання.

## Опис
Квадратне полотнище складається з двох рівновеликих горизонтальних смуг — червоної і синьої. У центрі полотнища поверх усього міститься малий герб (1/3 сторони прапора).
Автори — Сергій Артемович Руденко, Тетяна Василівна Примак.